# 大島町 (長崎県)
大島町（おおしまちょう）は、かつて長崎県の西彼杵郡にあった町。
2005年（平成17年）4月1日、大瀬戸町、西彼町、西海町、崎戸町の5町と新設合併し、西海市となった。
なお、本項では大島町の旧称である黒瀬町および黒瀬村についても記述する。

## 地理
長崎県の西彼杵半島北西沖にある大島およびその東側にある寺島などを主な行政区域とした。大島と寺島の間は寺島大橋により結ばれている。また寺島と西彼杵半島の間には大島大橋が架かっており（1999年開通）、大島と西側の蛎浦島（旧崎戸町）の間には中戸橋が架かっている。
- 山：百合岳、島岳、遠見岳
- 港湾：肥前大島港

## 地域

### 地名
大島町では他の彼杵地域各町で見られる郷の地名を設置していない。このため「大島町○○番地」のように町名の次に番地を表記する住所表記となる。
なお、明治時代の長崎県公報や『西彼杵郡現勢一班』には、大島町の旧自治体名である黒瀬村時代に使用されていた以下の10郷が記載されている。
- 本郷（黒瀬郷）
- 大島郷
- 寺島郷
- 間瀬郷
- 蛤郷
- 徳万郷
- 太田尾郷
- 中戸郷
- 塔尾郷
- 塩田郷

## 歴史
- 1889年（明治22年）4月1日 - 町村制施行により、西彼杵郡黒瀬村が単独村制にて発足。
- 1949年（昭和24年）
  - 4月1日 - 黒瀬村が町制施行。黒瀬町となる。
  - 7月1日 - 町名を大島町に改称。
  - 11月27日 - 町内に存在した松島炭鉱（大島第2坑）でガス爆発が発生。死者7人、負傷者46人[3]。
- 1951年（昭和26年）9月7日 - 松島炭鉱（大島第1坑）でガス爆発が発生。死者10人、重傷者10人[3]。
- 1973年（昭和48年）2月7日 - 町内に大島造船所発足
- 2005年（平成17年）4月1日 - 大島町、大瀬戸町、西彼町、西海町、崎戸町と合併し市制施行。西海市が発足し、大島町は自治体として消滅。

## 教育

### 高等学校
- 長崎県立大崎高等学校

### 小・中学校
- 西海市立大崎中学校
- 西海市立大崎小学校

## 交通

### 道路
- 長崎県道15号崎戸大島線

## 産業
もともとは三井松島産業大島鉱業所を有する炭鉱の町であった。閉山に際して企業を誘致し、1973年（昭和48年）に大島造船所が設立されて町内に本社を置いている。また、第三セクターとして大島酒造が設立され、麦焼酎や芋焼酎を製造している。